# Goodbye (singel Kristinii DeBarge)
Goodbye – pierwszy singel amerykańskiej wokalistki pop Kristini DeBarge pochodzący z płyty Exposed. Wydany został 7 kwietnia 2009 roku przez kanał iTunes. Piosenka miała premierę w angielskim radio 21 lipca 2009. Zawiera próbkę z utworu "Na Na Hey Hey Kiss Him Goodbye", który zapożyczyła od zespołu Steam.

## Lista utworów
1. "Goodbye" (DJ PAULO Club Mix)
2. "Goodbye" (Mike Rizzo Funk Generation Dub)
3. "Goodbye" (Hott 22 Dub)

## Teledysk
Producentem klipu jest Nicole Acacio, natomiast dyrektorem jest Ray Kay. Teledysk przedstawia Kristinię tańczącą z czterema tancerkami, jeżdżącą motocyklem i bawiącą się na imprezie. W międzyczasie pojawiają się chłopcy.

## Pozycje na listach
| Lista przebojów (2009)               | Najwyższa pozycja |
| ------------------------------------ | ----------------- |
| Airplay World Official Top 100       | 76                |
| Australia (ARIA Airplay)             | 41                |
| Belgia (Ultratop Flamandia)          | 53                |
| Belgia (Ultratop Walonnia)           | 67                |
| Digital Sales Top 100                | 21                |
| Holandia (MEGA Singles Top 100)      | 28                |
| Kanada (Billboard)                   | 15                |
| Szwecja (Sverigetopplistan)          | 26                |
| USA (Billboard Hot 100)              | 15                |
| USA (Billboard Pop 100)              | 11                |
| USA (Billboard Hot Dance Club Songs) | 3                 |
| World Singles Official Top 100       | 100               |